# Вулгарни географизам
Вулгарни географизам (лат. vulgaris - мноштво) је концепција која покушава да објасни појаве друштвеног живота, природним условима и географским положајем неке државе или територије. Средина се третира као одлучујући сегмент друштвеног развоја. Своју примену, вулгарни географизам имао је у периоду империјализма. Често се погрешно поистовећује се географским детерминизмом. Његово поимање бликсо је схватањима геополитике.